# Уитбек, Эллисон
Эллисон Риттер (англ. Allison Ritter; до замужества — Уитбек (англ. Whitbeck), род. 9 февраля 1984) — американская актриса.

## Биография
Эллисон Уитбек родилась в Плезантоне, Калифорния. Училась в Плезантонской средней школе. Дебютировала в кино в 1995 году с ролью Анны в фильме «Американская дочь». В 1996 году сыграла роль Люси в фильме «Джек». С 1997 года в кино не снимается.
В 2002 году поступила в «Langley High School» в городе Маклин, Виргиния, США. С 2004 по 2007 год работала детской учительницей танцев и акробатики в «Funky Divas Rock» в Лос-Анджелесе.
В настоящее время работает по специальности — менеджером по маркетингу и PR в салоне красоты «Juan Juan Salon».
Уитбек вышла замуж и сменила фамилию на Риттер. Воспитывает трёх сыновей.

## Фильмография
| Год  |   | Русское название  | Оригинальное название | Роль             |
| ---- | - | ----------------- | --------------------- | ---------------- |
| 1995 | ф | Американская дочь | American Daughter     | Аня (Энн) Саймон |
| 1996 | ф | Джек              | Jack                  | Люси             |

## Награды и номинации
- 1995 — МКФ детских фильмов в «Артеке» — Приз за лучшую женскую роль в фильме «Американская дочь».
- 1995 — ОРКФ «Кинотавр» в Сочи — Приз Президентского совета за роль в фильме «Американская дочь».